# 归德府城墙
归德府城墙位于中华人民共和国河南省商丘市睢阳区古城街道，1996年被列为第四批全国重点文物保护单位。
明弘治十五年（1502年）原城墙被洪水冲毁，正德六年（1511年）在原城北重筑城墙。现除城楼外，城墙、城湖及城内道路格局均保存完好。土城墙在外围，近圆形，周长8千米，砖城墙在内近长方形，周长4355米。

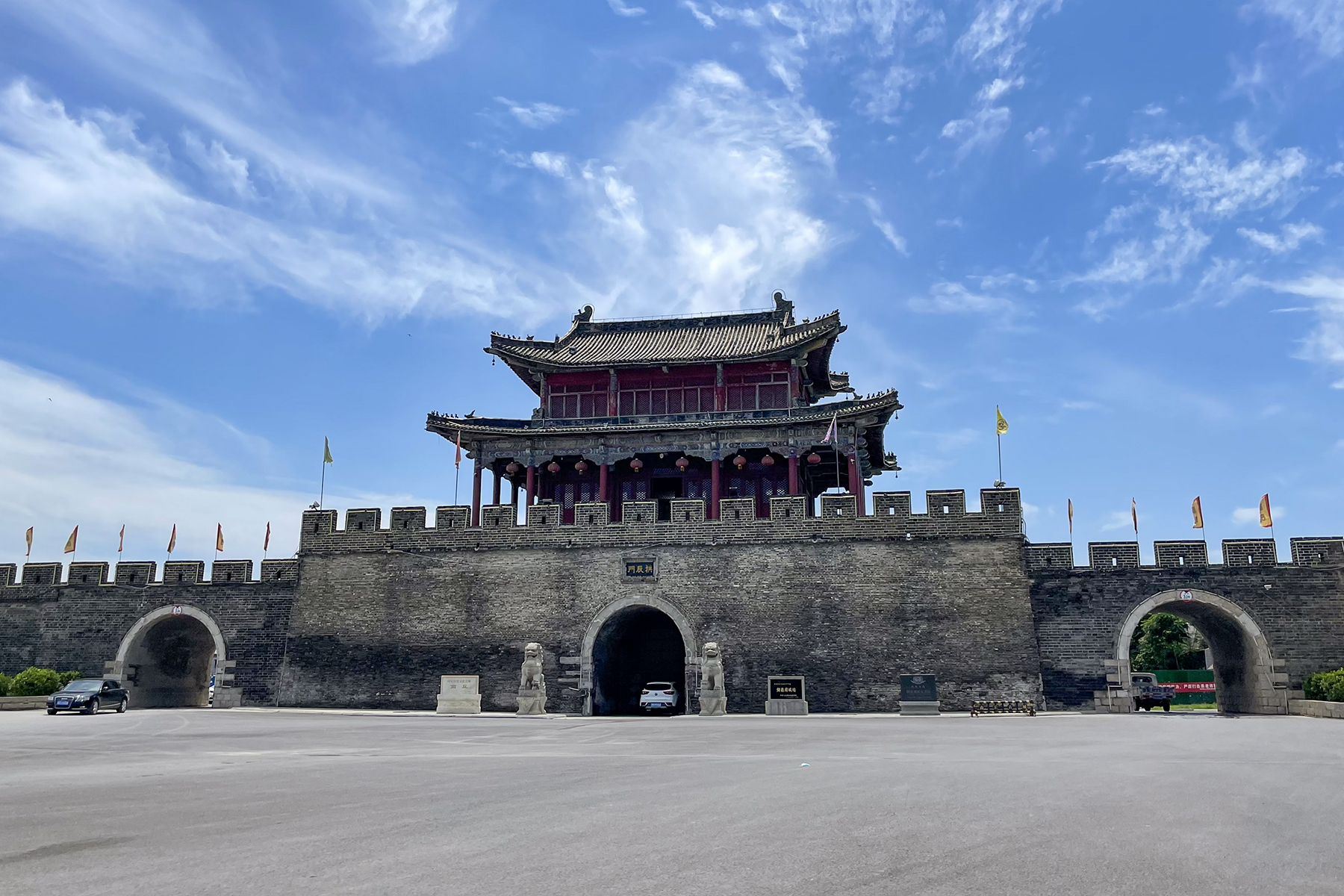
北門——拱辰门
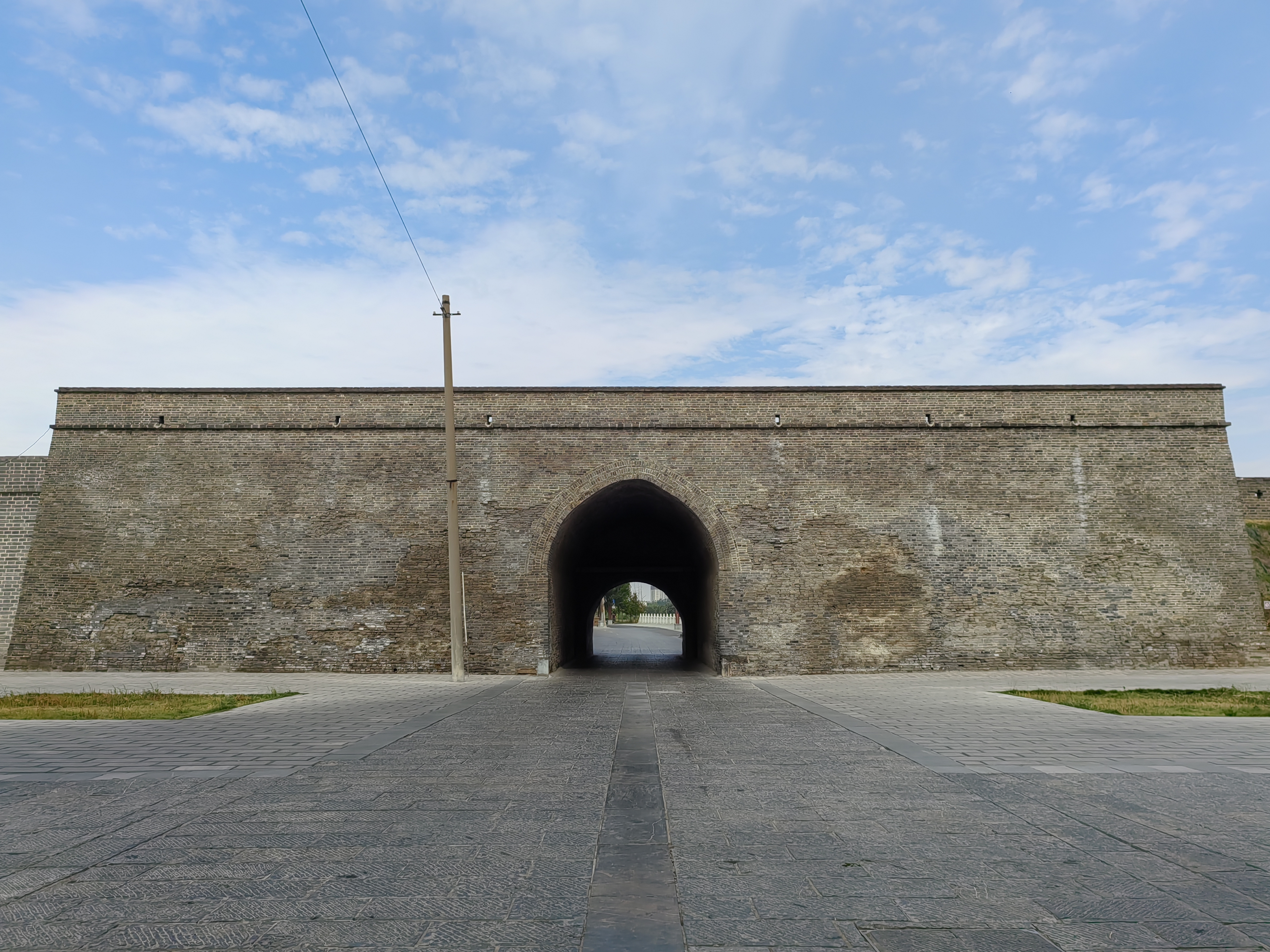
西門——垤泽门
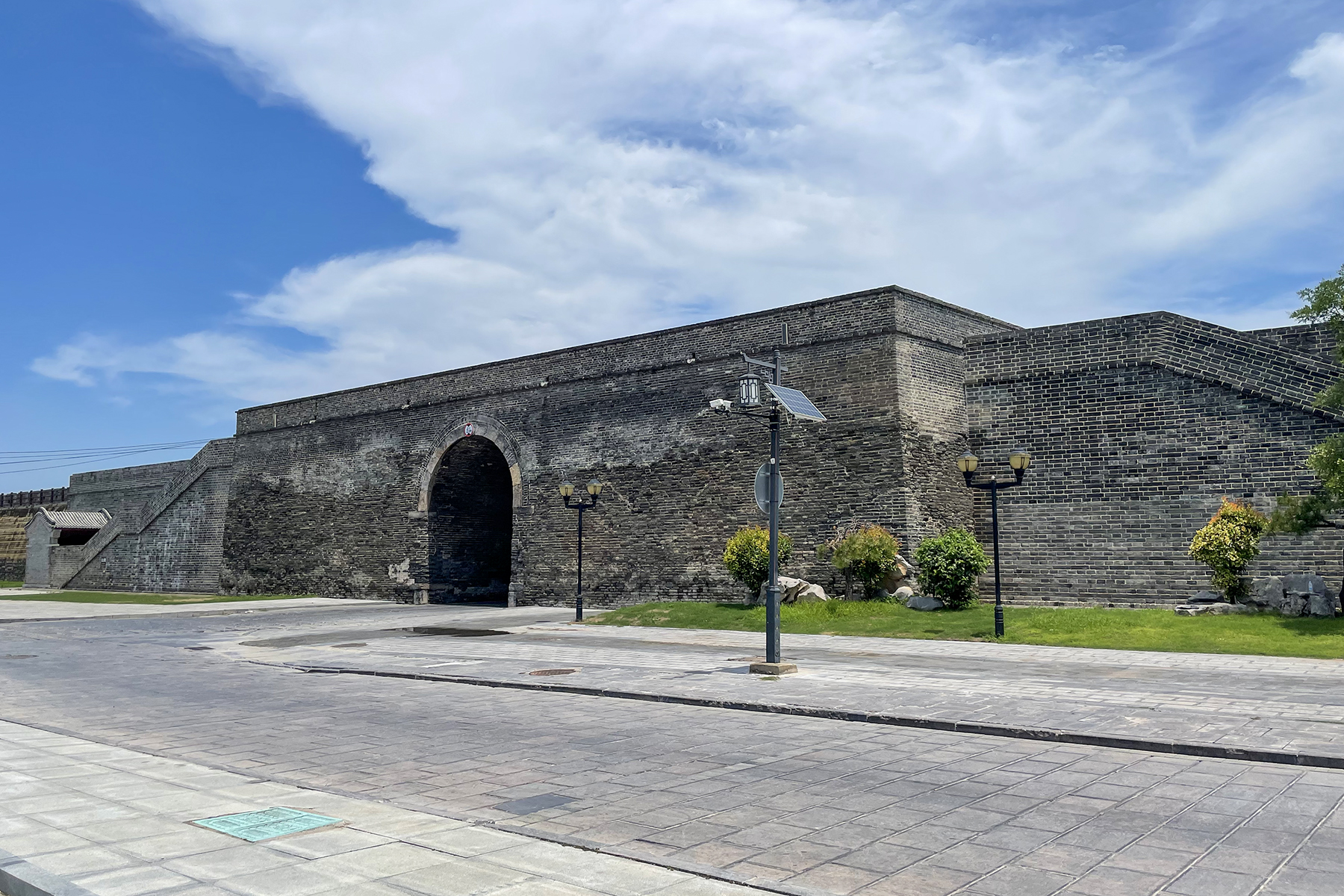
东門——宾阳门